# Zbrodnia w Klamrach
Zbrodnia w Klamrach – seria zbiorowych egzekucji przeprowadzanych przez niemiecki Selbstschutz w lesie Rybieniec, w pobliżu wsi Klamry. Oblicza się, że w okresie od 12 października do 11 listopada 1939 roku zamordowano tam od 2000 do 2500 mieszkańców ziemi chełmińskiej, głównie przedstawicieli polskiej inteligencji oraz czternastu Żydów.

## Przejęcie władzy przezSelbstschutz
Chełmno zostało zajęte przez oddziały Wehrmachtu 6 września 1939 r. W mieście i jego okolicach natychmiast uaktywnili się członkowie miejscowego Selbstschutzu – paramilitarnej formacji złożonej z przedstawicieli niemieckiej mniejszości narodowej, zamieszkującej przedwojenne terytorium Rzeczypospolitej. Niezwłocznie rozpoczęły się aresztowania Polaków, których ofiarą padli przede wszystkim przedstawiciele lokalnych elit politycznych, gospodarczych i intelektualnych, lecz również osoby do których członkowie Selbstschutzu żywili po prostu osobiste urazy bądź pretensje. Szczególnie silna placówka Selbstschutzu, na której czele stał volksdeutsch Wilhelm Papke, funkcjonowała we wsi Klamry. Papke i jego podwładni dopuścili się szeregu samowolnych morderstw na Polakach, załatwiając w ten sposób zadawnione spory sąsiedzkie.
Liczba aresztowanych stale rosła. Kierując się przygotowanymi jeszcze przed wojną listami proskrypcyjnymi, Niemcy uwięzili setki mieszkańców Ziemi chełmińskiej zaangażowanych w latach międzywojennych w działalność polityczną, gospodarczą, społeczną, oświatową, kulturalną bądź religijną. Wśród nich znalazło się wielu księży katolickich, nauczycieli, urzędników, jak również członków Polskiego Związku Zachodniego, Związku Weteranów Powstań Narodowych RP, Towarzystwa Powstańców i Wojaków czy Przysposobienia Wojskowego. Na celowniku okupanta znaleźli się również Żydzi. Internowanych przetrzymywano w gmachu więzienia sądowego w Chełmnie (osadzono tam m.in. 80 członków Polskiego Związku Zachodniego zatrzymanych w październiku), w areszcie Selbstschutzu  założonym w budynku dawnej szkoły podstawowej lub w prowizorycznym obozie utworzonym w starym Forcie VIII w Klamrach (należącym do dawnej pruskiej Twierdzy Chełmno).

## Egzekucje w lesie Rybieniec
Masowe egzekucje w okolicach Chełmna rozpoczęły się 12 października 1939 r. i trwały do 11 listopada. Na miejsce kaźni Niemcy wybrali las Rybieniec pod Klamrami, położony 6 kilometrów na wschód od Chełmna i znajdujący się w niewielkiej odległości od obozu w Forcie VIII.
Ustalenie dokładnej ilości egzekucji, ich przebiegu oraz pełnej liczby ofiar zbrodni jest bardzo trudne, gdyż nie ocalał żaden bezpośredni świadek. Wiadomo tylko, iż aresztowanych przywożono na miejsce kaźni trzy razy dziennie, a największe nasilenie egzekucji nastąpiło na przełomie października i listopada. Na podstawie odgłosów dochodzących z lasu okoliczni Polacy mogli wywnioskować jedynie, że rozstrzeliwań dokonywano przy użyciu broni maszynowej. Mordów dokonywał miejscowy Selbstschutz – możliwe że przy wsparciu oddziałów Einsatzgruppen.
Ocenia się, że w Klamrach zamordowano wówczas od 2000 do 2500 tysiąca mieszkańców ziemi chełmińskiej, którzy w pierwszych tygodniach okupacji trafili do prowizorycznych miejsc odosobnienia w Chełmnie i okolicy. W lesie Rybieniec rozstrzelano m.in. wielu nauczycieli z Bartlewa, Bieńkówki, Brzozowa, Czarży, Dorposza Szlacheckiego, Drzonowa, Unisławia, Trzebcza Królewskiego, Starogrodu, Różnowa, Pniewity, Watorowa, Kłodawy, Lisewa, Malankowa, Mozgowiny i Nowejwsi Chełmińskiej. Mordowano urzędników, inżynierów i rzemieślników z Chełmna, rolników z Nowejwsi Chełmińskiej i Klamer, jak również księży katolickich z Wielkiego Czystego, proboszcza Wabcza Maksymiliana Putynkowskiego Sarnowa i Chełmna. Największe straty poniosło nauczycielstwo powiatu chełmińskiego – w sumie zginęło tam bowiem co najmniej 21 pedagogów. W Klamrach zamordowano też kilkunastu księży katolickich i 14 osób narodowości żydowskiej. Wśród zamordowanych w lesie Rybieniec Polaków było też wielu działaczy politycznych i społecznych, takich jak: wicestarosta Jan Patuła, wiceburmistrzowie Chełmna – Leonard Luther i Feliks Lamparczyk, naczelnik poczty w Chełmnie – Wacław Świątkiewicz oraz Józef Bolt – komendant tamtejszego Przysposobienia Wojskowego.
W drugiej połowie 1944 r. w związku ze zbliżaniem się Armii Czerwonej Niemcy, podobnie zresztą jak w wielu innych miejscach kaźni na Pomorzu, przystąpili do zacierania śladów zbrodni. Do rozkopywania grobów i palenia ciał ofiar zmuszono grupę specjalnie sprowadzonych w tym celu żydowskich więźniów, których zamordowano zaraz po zakończeniu pracy.

## Po wojnie
Tuż po zakończeniu działań wojennych w lesie Rybieniec ekshumowano 111 ciał. W miejscu zbrodni został postawiony obelisk ku czci zamordowanych.
Wilhelm Papke, przywódca Selbstschutzu w Klamrach, został w 1965 r. skazany przez wschodnioniemiecki sąd na karę dożywotniego pozbawienia wolności.